# Silicon Knights
Silicon Knights fue una desarrolladora de videojuegos canadiense fundada en 1992 por Denis Dyack. La empresa tenía su sede en St. Catharines, Ontario, la ciudad natal de Dyack. Desde entonces, Silicon Knights ha pasado de crear videojuegos de PC a videojuegos de videoconsola, como Blood Omen: Legacy of Kain para la PlayStation original. En 1998, Silicon Knights pasó a ser una desarrolladora second-party para Nintendo y creó Eternal Darkness. Junto a Nintendo, Silicon Knights trabajó con Konami para crear Metal Gear Solid: The Twin Snakes. En 2004, tras haber trabajado en conjunto en únicamente dos videojuegos, la empresa finalizó su contrato con Nintendo. Sin embargo, aún mantuvo abierta la posibilidad de desarrollar videojuegos para la Wii. En 2005, se alió con Microsoft para la trilogía Too Human, aunque Nintendo todavía posee una parte de la empresa. Se declaró en bancarrota el 16 de mayo de 2014 tras el litigio con Epic Games.

## Videojuegos desarrollados

### Lanzados al mercado
- Cyber Empires (1992)
- Fantasy Empires (1993)
- Dark Legions (1994)
- Blood Omen: Legacy of Kain (1996) (Sony PlayStation, Windows)
- Eternal Darkness: Sanity's Requiem (2002) (Nintendo GameCube)
- Metal Gear Solid: The Twin Snakes (2004) (Nintendo GameCube)
- Too Human (2008) (Xbox 360)
- X-Men: Destiny (2011) (Xbox 360, PlayStation 3, Wii, Nintendo DS) (retirado del mercado a fines de 2012 tras fallo contra Epic Games)[3][4][5]

### Cancelados
- Silent Hill: The Box (conocido posteriormente como The Box y The Ritualyst)
- Too Human 2 (Too Human: Rise of the Giants)
- Too Human 3
- Eternal Darkness 2
- Siren in the Maelstrom
- The Sandman
- King's Quest (no confundir con King's Quest de Sierra Entertainment).[6][7][8]

## Personalidades

### Denis Dyack
Denis Dyack fue el presidente de Silicon Knights. El dirigió la producción de Eternal Darkness: Sanity's Requiem y también Blood Omen: Legacy of Kain. Ha ganado algo de notoriedad debido a sus controvertidas opiniones sobre el rol de la prensa de videojuegos y acerca de los efectos de la cultura de los foros en la industria de los videojuegos.

### Steve Henifin
Steve Henifin es un compositor de música de videojuegos. Ha sido parte del equipo de sonido de Silicon Knights durante muchos años. Henifin compuso la música de Metal Gear Solid: The Twin Snakes, Eternal Darkness: Sanity's Requiem y Blood Omen: Legacy of Kain. Durante el desarrollo de la trilogía Too Human supervisó el audio. Además, él compuso la música para el sitio web de Silicon Knights.

## Silicon Knights contraEpic Games
En 2007, Silicon Knights demandó a Epic Games por haberle fallado en "proveer un motor de videojuegos funcional", causando que la compañía de Ontario "experimentara notables pérdidas." La demanda de Silicon Knights alegaba que Epic estuvo "saboteando" las licencias de Unreal Engine 3. Los documentos de licencias de Epic Games indicaban que una versión funcional del motor estaría disponible en seis meses para los kits de desarrollo de Xbox 360 que serían lanzados a mediados del 2007. Silicon Knights reclamó que Epic Games no solo incumplió el plazo establecido, sino que cuando una versión funcional del motor fue eventualmente lanzada, la documentación fue insuficiente. También reclamaron que Epic Games había retenido mejoras vitales para el motor del juego, alegando que eran "específicas del juego", al mismo tiempo que usaban los derechos de la licencia para financiar el desarrollo de sus propios títulos en lugar del propio motor.
El 9 de agosto de 2007, Epic Games contrademandó a Silicon Knights, alegando que ellos usaron el Motor sin pagar regalías. El 30 de mayo de 2012, se falló a favor de Epic Games, y ganaron una suma de US$4.45 millones por conceptos de violación de derechos de autor, apropiación indebida de secretos comerciales, e incumplimiento de contrato. En conistencia con la demanda de Epic Games, el presidente del tribunal declaró que Silicon Knights "copió deliberada y repetidamente miles de líneas de código propiedad de Epic Games, tratando de ocultar su fechoría removiendo las notas de derechos de autor de Epic Games, y reemplazándolas como si fueran propias de Silicon Knights."
Como resultado, el 7 de noviembre de 2012, la corte ordenó a Silicon Knights a destruir todo código derivado del motor de Unreal Engine 3, toda la información de áreas de licencias restringidas de la documentación del motor Unreal Engine 3 presentes en su sitio Web, y permitir a Epic Games acceder a los servidores de la compañía y otros dispositivos para asegurarse que todos esos elementos hayan sido destruidos. Adicionalmente, la corte instruyó a devolver, reembolsar a los distribuidores, y destruir todas las copias de juegos de Silicon Knights que usaban el motor Unreal Engine 3 en el mercado, incluyendo Too Human, X-Men Destiny, The Sandman, The Box/Ritualyst, y Siren in the Maelstrom (y otros tres títulos que no fueron lanzados ni anunciados oficialmente).